# 성전초등학교 (전남)
성전초등학교는 대한민국 전라남도 강진군 성전면 월평리에 있는 공립 초등학교이다.

## 학교 연혁
- 1920년 7월 9일 성전공립보통학교 개교(설립인가 4월 1일)
- 1938년 4월 1일 성전공립심상소학교로 교명 개칭
- 1941년 4월 1일 성전공립국민학교로 교명 개칭
- 1953년 4월 1일 성전국민학교로 개칭
- 1981년 3월 5일 병설유치원 개설
- 1989년 3월 1일 특수학급 개설
- 1994년 3월 1일 수양분교장(舊 수양국민학교) 통합
- 1995년 3월 1일 금당분교장(舊 성전남국민학교) 통합
- 1996년 3월 1일 성전북국민학교 통합
- 1996년 3월 1일 성전초등학교로 개칭
- 2005년 8월 23일 조류장 개축
- 2008년 7월 12일 성전관 신축
- 2017년 3월 1일 제33대 문영호 교장 부임
- 2020년 2월 11일 제98회 졸업(총 8,704명)
- 2020년 7월 9일 성전초등학교 개교 100주년 기념식

## 참고 자료
- 성전초등학교 - 한국교육학술정보원 학교알리미